# Daniel Webster
Daniel Webster (Salisbury, 18 de janeiro de 1782 — Marshfield, 24 de outubro de 1852) foi um político estadunidense e senador por Massachusetts durante o período que antecedeu a Guerra Civil.

## Carreira
Inicialmente, ganhou destaque regional por meio de sua defesa dos interesses marítimos da Nova Inglaterra. Os pontos de vista cada vez mais nacionalista de Webster, e sua eficácia como um orador, fez dele um dos mais famosos e influentes líderes do Partido Whig do Segundo Sistema Partidário dos Estados Unidos (1828-1854). Ele foi um dos conservadores mais proeminentes do país, e a oposição liderada por Andrew Jackson e o Partido Democrata. Foi um defensor da modernização, o sistema bancário e a indústria, mas não foi uma pessoa comum que compôs a base inimiga da Democracia Jacksoniana. "Ele foi um elitista integralmente, e revelava isso", diz o biógrafo Remini. Durante seus 40 anos na política nacional, Webster serviu na Câmara dos Representantes por 10 anos (através do estado de Nova Hampshire), no Senado por 19 anos (representando o estado de Massachusetts), e foi nomeado Secretário de Estado por três presidentes.
Webster participou de várias ocasiões importantes na Suprema Corte, estabelecendo precedentes constitucionais que fortaleceram a autoridade do governo federal. Como Secretário de Estado, negociou o Tratado Webster-Ashburton, cuja definiu a fronteira permanente entre o leste dos Estados Unidos e o Canadá. No Senado, Webster foi uma figura chave na instituição dos "dias dourados". Webster foi considerado o representante do Norte no trio conhecido como o "Grande Triunvirato", junto dos amigos Henry Clay do Oeste (Kentucky) e John C. Calhoun do Sul (Carolina do Sul). Em 1830, sua resposta ao senador Robert Y. Hayne em um debate foi considerado "o discurso mais eloquente apresentado no Congresso".

Tal como acontece com o seu companheiro do Partido Whig, Henry Clay, Webster queria ver a União preservada e a Guerra Civil evitada. Ambos trabalharam em compromissos para evitar que o regionalismo causasse uma guerra entre os estados do Norte e o Sul. Webster tentou três vezes sem sucesso ser eleito presidente dos Estados Unidos. Em 1957, uma Comissão do Senado escolheu Webster como um dos cinco maiores senadores do país com Henry Clay, John C. Calhoun, Robert La Follette, e Robert Taft.